# أوتفيل
أوتفيل (بالألمانية: Uttwil) هي بلدية سويسرية تتبع لمقاطعة أربون في كانتون تورغاو. تبلغ مساحتها 4.34 كيلومتر مربع، ويقدر عدد سكانها بـ 1832 نسمة (حسب تعداد ديسمبر 2015).